# Discovery systém
Discovery systémy pro knihovny umožňují jednotné vyhledávání v různých zdrojů, ke kterým má knihovna přístup, jako jsou katalog knihovny, e-knihy e-časopisy od dodavatelů, předplacené databáze, repozitáře a podobně. Má za cíl doplnit nebo nahradit stávající katalogy OPAC.

## Popis
Vyhledávání probíhá díky tzv. centrálnímu indexu. Ten se skládá z:
- sklizeného obsahu lokálního fondu knihovny - tzn. katalogy, informační zdroje, repozitáře apod. Vyhledávání v knihovnách se díky tomu stalo rychlejší, efektivnější a spolehlivější.
- obsahu získaného na základě licenčních smluv s jednotlivými producenty databází, čímž získali přístup k jejich metadatům.

Tento systém se objevil koncem roku 2000, kdy se sháněl vhodný a přesný systém pro hledání informací.

## Předchůdci discovery systémů
Uživatelé, kteří v knihovně vyhledávají tištěné materiály, kdysi používali kartotékové katalogy a později počítačové katalogy zvané OPAC. OPAC (online public access catalog) je jedním ze základních modulů knihovnického automatizovaného systému. Vyhledávání jiných zdrojů než materiálů v katalogu, například elektronických zdrojů, se provádělo (nebo provádí) pomocí samostatných nástrojů, k čemuž byla nutná znalost a odborná terminologie.
S postupem informatizace byly OPACy integrovány s dalšími knihovními systémy, jako jsou systémy pro akvizice a oběh knih. Výsledné monolitické softwarové systémy byly nazvány integrované knihovní systémy.
Někteří autoři používají termíny OPAC nové generace a discovery systém jako synonyma, zatímco jiní rozlišují mezi nimi.

## Změny v očekávání
Jak se web rozšiřoval, uživatelé knihoven začali očekávat, že budou moci využívat sbírku ve stylu vyhledávače. Postupně byla vytvořena vyhledávací rozhraní, která byla oproti historickým OPACům shovívavější k překlepům a interpunkčním chybám a nabízela funkce, jako je navrhování souvisejících výrazů a fazetové vyhledávání.
Referenční knihovníci v polovině roku 2000 také trávili hodně času diskuzemi o informačních silech. Obávali se, že uživatelé knihoven musí hledat různé typy zdrojů pomocí různých nástrojů, což je pro uživatele překážkou a vede k nedostatečnému využívání zdrojů. Knihovníci hledali produkty pro multivyhledávání ve více databázích, které by tato sila zbořily.

## Vlastnosti discovery systémů
- Přístup k velkému množství dat - Vyhledávání může prohledávat data z různých zdrojů (systém objevování má komplexní centrální index předmětů). Například můžete přímo vyhledat článek z časopisu nebo učebnici v systému objevování a nemusíte přecházet z předmětové databáze do katalogu knihovny.
- Řazení výsledků podle jejich důležitosti - “Nejlepší" výsledek je zobrazen první, ne nutně ten nejnovější. Dobré řazení je důležité, protože kvůli širokému vyhledávacímu prostoru se často najde mnoho výsledků.
- Možnost využití fazet - Například lze vyhledávání omezit na všechny shody dostupné online.
- Akceptovatelnost autokorekce - Měli jste na mysli..?
- Průzkumné vyhledávání - Naleznete výsledky zajímavé, které nebyly explicitně požadovány. Například jsou zobrazeny odkazy na podobné výsledky, položky v předmětových databázích nebo články na Wikipedii (integrace jiných webových technologií).[4]

## Příklady discovery systémů

### Komerční
- Summon (ExLibris) - používá ČVUT[5]
- Primo (ExLibris) - používá např. Univerzita Karlova, The British Library[6]
- EBSCO Discovery system (EBSCO Information Services) - používá Národní knihovna ČR, Masarykova univerzita
- WorldCat discovery service - OCLC

### Open source
- VuFind - používá např. Moravská zemská knihovna
- Aspen Discovery
- Blacklight